# Worldloppet

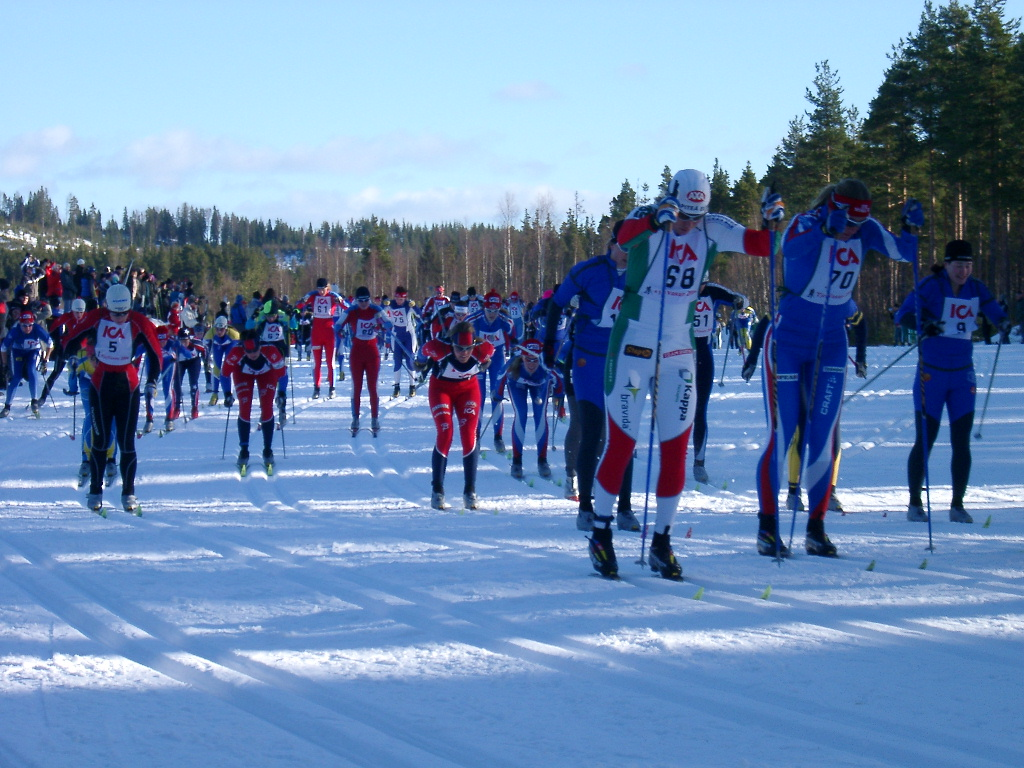
Vasaloppet, 2006

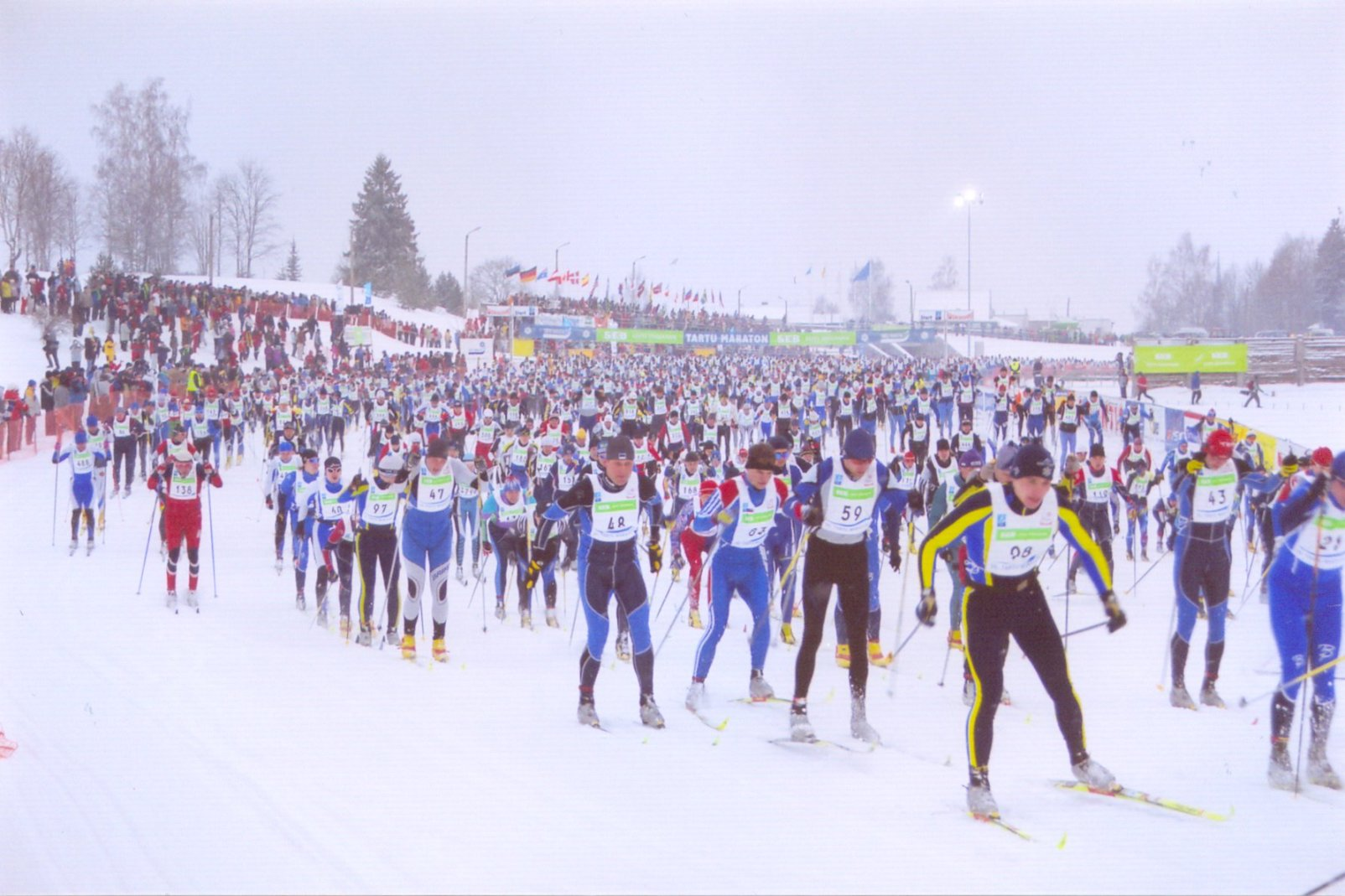
Tartu Maraton, 2006

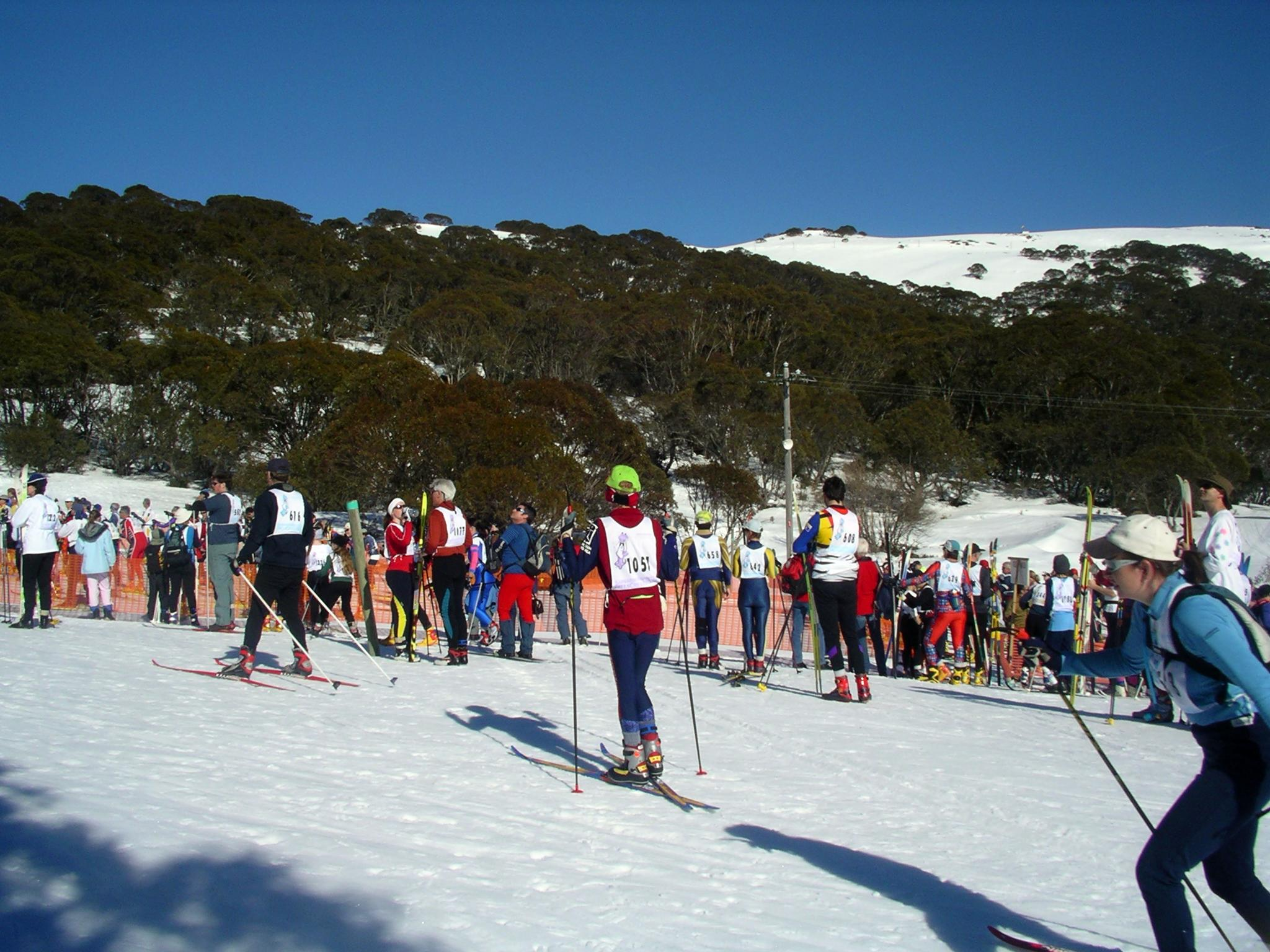
Kangaroo Hoppet, 2005

Worldloppet Ski Federation (Światowa Federacja Biegów Długodystansowych) – organizacja skupiająca największe narciarskie biegi masowe na świecie. Została zatwierdzona na kongresie FIS i rozpoczęła działalność w 1981. W ramach Worldloppet rozgrywany jest FIS Marathon Cup (Puchar Świata w narciarskich biegach długodystansowych). Łączna długość wszystkich biegów zaliczanych do Worldloppet wynosi 932 km.

## Biegi Worldloppet
| Nazwa biegu                        | Kraj              | Dystans | Technika  |
| ---------------------------------- | ----------------- | ------- | --------- |
| Kangaroo Hoppet                    | Australia         | 42 km   | dowolna   |
| Jizerská padesátka                 | Czechy            | 50 km   | klasyczna |
| Dolomitenlauf                      | Austria           | 65 km   | dowolna   |
| Marcialonga                        | Włochy            | 70 km   | klasyczna |
| König-Ludwig-Lauf                  | Niemcy            | 55 km   | klasyczna |
| Finlandia-hiihto                   | Finlandia         | 60 km   | klasyczna |
| Sapporo International Ski Marathon | Japonia           | 50 km   | dowolna   |
| Gatineau Loppet                    | Kanada            | 53 km   | dowolna   |
| Transjurassienne                   | Francja           | 76 km   | dowolna   |
| American Birkebeiner               | Stany Zjednoczone | 51 km   | dowolna   |
| Tartu Maraton                      | Estonia           | 63 km   | klasyczna |
| Vasaloppet                         | Szwecja           | 90 km   | klasyczna |
| Engadin Skimarathon                | Szwajcaria        | 42 km   | dowolna   |
| Birkebeinerrennet                  | Norwegia          | 58 km   | klasyczna |
| Bieg Piastów                       | Polska            | 50 km   | klasyczna |
| Demino Ski Marathon                | Rosja             | 50 km   | dowolna   |
| Vasaloppet China                   | Chiny             | 50 km   | klasyczna |
| Merino Muster                      | Nowa Zelandia     | 42 km   | dowolna   |
| Ushuaia Loppet                     | Argentyna         | 42 km   | dowolna   |
| Fossavatn Ski Marathon             | Islandia          | 50 km   | klasyczna |